# FC Treviso
Der Football Club Treviso ist ein italienischer Fußballverein aus Treviso. Durch glückliche Umstände konnte Treviso zur Saison 2005/06 erstmals in der höchsten italienischen Spielklasse, der Serie A, antreten.

## Geschichte
Der Verein existiert seit 18. Januar 1909, nachweislich wurde allerdings bereits 1896 in Treviso Fußball gespielt. Die Vereinsgründung geht auf den Deutschen Manfred Herion zurück, der, in der Gegend ansässig, in den Jahren zuvor den lokalen Fußball förderte.
In den ersten Jahren waren die Vereinsfarben noch Schwarz-Weiß, in den heutigen Vereinsfarben Himmelblau-Weiß lief zunächst der Lokalrivale Tarvisium auf. Erst seit einer Vereinsneuformierung im Jahr 1913 spielt man in den hellen Trikots. Bis dahin war der Fußball in Treviso auf regionale Spiele beschränkt; Gegner waren in jener Zeit der Erzrivale AC Venedig oder Padova Calcio – erst ab 1915 spielten die Trevisianer um die Regionalmeisterschaft im Veneto.
Die Nachkriegszeit ist für den Verein von ersten Erfolgen geprägt. Das erste Spiel gegen einen internationalen Gegner findet 1922 gegen Meteor Wien statt. Drei Jahre später spielte Treviso in der höchsten Veneter Meisterschaft, verliert jedoch bald die Vormachtstellung an die AC Torino. Die Restrukturierung der Liga gegen Ende der 1920er Jahre führte dazu, dass Treviso die kommenden Jahre in der Serie C spielte. Zur Saison 1938/39 folgte der erste Aufstieg in die Serie B. Nach der Wiederaufnahme des Spielbetriebs nach dem Zweiten Weltkrieg spielte Treviso zunächst in einer gemischten Liga zwischen Serie B und C Vereinen. Durch die Ligareform 1948 bedingt musste Treviso jedoch wieder in die Serie C absteigen. In den 1950er Jahren wurde der Wiederaufstieg in die Serie B angestrebt, der schon bald unter der Führung von Nereo Rocco gelang. Dieser blieb drei Jahre beim Verein und erreichte später mit der AC Mailand große Erfolge. Die Erfolge für Treviso in der Serie B blieben jedoch bescheiden, wiederholt kämpfte man gegen den Abstieg, der 1955 Wirklichkeit wurde. Ein Jahr später folgte gar ein „Ausrutscher“ in die vierte Liga. Nach dem Wiederaufstieg in der Folgesaison und anfänglichen Problemen wurde Treviso eine feste Konstante in der Serie C und blieb dort die gesamten 1970er Jahre über. 1971 folgt erneut der Abstieg in die vierte Liga, die mittlerweile Serie D hieß. Erst drei Jahre später folgte der Wiederaufstieg in die Profiliga.
In den 1980er Jahren war Treviso weiterhin wenig erfolgreich und kämpfte zudem mit finanziellen Problemen. Der Eigentümer des Vereins wechselte mehrmals und vor der wirtschaftlich desolaten Lage musste man auch sportlich kapitulieren. Abstiege in die Serie C2 und Serie D folgten. Am 6. Februar 1993 erfolgte die Gründung des Treviso FBC 1993 und die Liquidation des Vorgängervereins. Zwei Jahre später erreichte man 1995 den Wiederaufstieg in die Serie C2. Enthusiastisch gefeiert wurde der Durchmarsch in die Serie C1 1996, als C2-Meister, zusammen mit dem Lokalrivalen US Triestina. Von der Erfolgswelle getragen gelang der Aufstieg in die Serie B in der Tat in der Folgesaison. Nach 42 Jahren Abstinenz kehrte Treviso 1997 in die Serie B zurück und konnte sich dort gut etablieren und belegte am Saisonende den achten Platz. Durch die Rückkehr folgten auch wieder Duelle mit den alten Rivalen AC Venedig, Padova Calcio und Hellas Verona.
In der Serie B spielt man konstant gut und etablierte sich im Mittelfeld, ohne jedoch dauerhaft Akzente setzen zu können. Zur Saison 2000/01 folgte wieder der Abstieg in die dritte Liga, der aber erneut nicht dauerhaft war. Zurück zur Saison 2003/04 in der Serie B, verbringt man die folgende Saison im unteren Mittelfeld. In der darauf folgenden Saison belegte Treviso den exzellenten 5. Platz und nahm damit am Aufstiegsplayoff zur Serie A teil. Die Gegner erwiesen sich aber als zu stark und Treviso schien damit zunächst in der Serie B zu verbleiben. Unerwartet bot sich für Treviso jedoch eine Chance doch noch aufzusteigen. Ligaentscheide ermöglichten es dem Verein im August 2005 definitiv als Aufsteiger nachzurücken. Dem Erstplatzierten der Serie B, CFC Genua wurde wegen Spielabsprachen (siehe dazu den Artikel zum CFC Genua) der Aufstieg verweigert. Wegen finanzieller Probleme wurden auch dem FC Turin und der AC Perugia die Serie A Lizenz verweigert. Die Freude in Treviso, erstmals zusammen mit Ascoli Calcio in die höchste italienische Liga aufzusteigen, war groß.
In den Jahren 2001 und 2002 haben die Anhänger des FBC Treviso mit rassistischem Verhalten für negative Schlagzeilen gesorgt. 2001 hatten sie in einem Spiel ihrer Mannschaft bei Ternana Calcio den für Treviso eingewechselten Nigerianer Omolade beschimpft, unter anderem mit Affengrunzen und einem Transparent auf dem (auf Italienisch) zu lesen war „Wir wollen den Neger nicht!“ – damals hatte das Team im darauf folgenden Spiel gegen Genoa 93 einen Kontrapunkt gegen die eigenen Tifosi gesetzt, indem alle Spieler aus Solidarität mit Omolade mit geschwärzten Gesichtern aufliefen. 2002 verließen die Treviso-Fans bei einem Auswärtsspiel bei der AC Lumezzane demonstrativ ihren Block, als der eingewechselte Brasilianer Reginaldo Ferreira Da Silva für ihr Team auflief.
Das eigentliche Stadion von Treviso, das Stadio Omobono Tenni, fasst lediglich 9.400 Sitzplätze und galt deshalb zunächst als nicht für die Serie A tauglich. Aus diesem Grund sollten in der Saison 2005/06 sämtliche Heimspiele in Padua ausgetragen (Stadio Euganeo, 32.300 Sitzplätze) werden. Das wurde zu Saisonbeginn auch so gehandhabt, wobei interessierte Fans mit Pendelbussen von Treviso nach Padova gebracht wurden. Inzwischen erhielt der FBC Treviso jedoch von der Lega Calcio die Genehmigung, im eigenen Stadion zu spielen und trägt seither seine Heimspiele wieder im Stadio Omobono Tenni aus, das unweit der historischen Stadtmauer Trevisos nordöstlich des Stadtzentrums zu finden ist.
Treviso belegte am Ende der Saison 2005/06 den letzten Platz und stieg somit erneut in die Serie B ab. Nachdem der Verein die folgenden drei Jahre in der Serie B verbracht hatte, folgte nach dem sportlichen Abstieg in die dritthöchste Spielklasse der wirtschaftliche Zusammenbruch. Dies hatte den Ausschluss aus sämtlichen Profiligen zur Folge, worauf der Verein zur Saison 2009/10 unter dem Namen Associazione Sportiva Dilettantistica Treviso 2009 in der sechstklassigen Eccellenza Veneto antrat. Obwohl Treviso zum Saisonende lediglich einen gesicherten Mittelfeldplatz in der Abschlusstabelle belegte, wurde der Club vom Verband Federazione Italiana Giuoco Calcio in die fünftklassige Serie D eingestuft. In den folgenden beiden Saisons gelang dem inzwischen unter dem Namen Football Club Treviso aktiven Verein auf sportlichem Weg zwei Aufstiege in Folge und die Promotion bis in die drittklassige Lega Pro Prima Divisione.
In der Saison 2012/13 folgte jedoch der sofortige Wiederabstieg in die viertklassige Lega Pro Seconda Divisione. Allerdings erfüllte der FC Treviso insbesondere die wirtschaftlichen Kriterien nicht, um in der niedrigsten Profiliga anzutreten. Dies hatte einen erneuten Ausschluss des italienischen Verbandes aus allen Profiligen zur Folge. Letztendlich gelang es dem Verein sich für die Saison 2013/14 die Teilnahme an der siebtklassigen Promozione Veneto zu sichern.

## Ehemalige Spieler
- Robert Acquafresca, 2005/06–2006/07, Stürmer, 43 Spiele – 11 Tore
- Paulo Vitor Barreto, 2003–2005 und 2007/08, Stürmer, 64 Spiele – 26 Tore
- Walter Baseggio, 2006, Mittelfeldspieler, 22 Spiele – 1 Tor
- Leonardo Bonucci, 2007/08, Abwehr, 42 Spiele – 4 Tore
- Massimo Carrera
- Andrea Dossena
- Claudio Foscarini
- Massimo Gobbi, 1999/00–2000/01 und 2003/04, Mittelfeldspieler, 51 Spiele – 5 Tore
- Giovanni Marchese
- Lorenzo Minotti
- Giuseppe Moro
- Manuel Pasqual, 2001, Abwehrspieler, 2 Spiele
- Inácio Piá
- Andrea Poli, Mittelfeldspieler, 4 Spiele
- Reginaldo, 2001/02–2005/06, Stürmer, 104 Spiele – 20 Tore
- Tommaso Rocchi, 2000/01, Stürmer, 37 Spiele – 8 Tore
- Attilio Tesser
- Luca Toni, 1999–2000, Stürmer, 35 Spiele – 15 Tore
- Luigi Turci

## Ehemalige Trainer
- Francesco Petagna (1960–1961)
- Luigi Radice (1970–1972)
- Edoardo Reja (1984–1985)
- Romano Fogli (1990–1991)
- Mauro Sandreani (2001)

## Erfolge
A-Mannschaft:
- Supercoppa Serie C: 1 (2002/03)